# 告白CD
『告白CD』（こくはくCD）とは、NRプロのCffonレーベルから2007年3月28日に発売されたサンプリングCDで、妄想ボイスCD第3作である。に発売された。12人の女性声優による多数の「告白セリフ」が収録されている。本作では、シリーズで初めて生年月日や趣味といった詳細なキャラクター設定がなされた。
13曲目には初音鈴（初音りお）の歌う曲が収録されている。

## 出演者
- 野々宮 真（おてんば女子高生）：野川さくら
- 法皇院 玲（小生意気お嬢様）：小清水亜美
- 冥土 卵（メイド）：小林ゆう
- つるがおか 祝（新人OL）：稲村優奈
- 凹ちゃん。（天然電波魔法少女）：井ノ上奈々
- 野々宮 歩（妹）：阿部玲子
- 小桜 梅（不良少女）：南條愛乃
- 野々宮 響（女教師）：相沢あすか
- 初音 鈴（アイドル）：初音りお
- 鈴木 留（美人CA）：河原木志穂
- キャサリン（外国人）：水野愛日
- 白内 病（どじっ娘ナース）：遠藤綾